# Vehicle de reentrada maniobrable

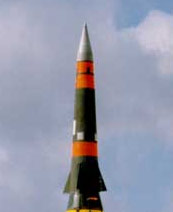
L'etapa superior del Pershing II que conté un MARV amb guia de radar activa.

Un vehicle de reentrada maniobrable ( en anglès: MARV o MaRV) és un tipus de míssil balístic l' ogiva del qual és capaç de fer un seguiment autònom d'objectius terrestres. Aquest vehicle de reentrada sovint requereix una guia activa (com ara la guia activa del radar del Pershing II ) perquè el míssil arribi a l'objectiu, a causa dels freqüents canvis de trajectòria.

## Vehicle de reentrada maniobrable avançat

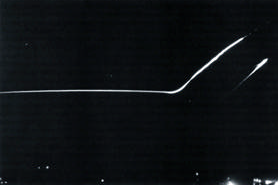
Prova de vol del Advanced Maneuverable Reentry Vehicle a principis de 1980. La trajectòria del vehicle de reentrada és la franja de llum superior, la dels tancs de reforç es troba immediatament per sota. Les llums de l'atol de Kwajalein al Pacífic són visibles a la cantonada inferior dreta.

Advanced Maneuverable Reentry Vehicle (AMaRV, " vehicle de reentrada maniobrable avançat ") va ser un prototip de MARV construït per McDonnell Douglas. Es van fabricar quatre AMaRV i van representar un important pas endavant en la sofisticació dels vehicles de reentrada. Tres dels AMaRV van ser llançats per míssils balístics intercontinentals (ICBM) LGM-30 Minuteman el 20 décembre 1979, 8 octobre 1980 i 4 octobre 1981 . AMaRV tenia una massa d'entrada d'aproximadament 470 kg, un radi de curvatura del morro de 2,34 cm, un angle mig tronc de 10,4 °, un radi entre tronc de 14,6 cm, un angle mig tronc posterior de 6 ° i una longitud axial de 2,079 mètres . No ha aparegut mai cap diagrama o imatge precisa d'AMaRV a la literatura oberta. No obstant això, s'ha publicat un esbós esquemàtic d'un vehicle tipus AMaRV, així com gràfics de trajectòries que mostren girs de forquilla.
El control d'orientació de l'AMaRV estava gestionat per una solapa corporal dividida (també anomenada " body flap "), o persiana de vent dividida ” (split-windward flap ) així com dos flaps de guiñada muntats als laterals del vehicle. S'utilitzava l'accionament hidràulic per controlar els flaps. L'AMaRV estava guiat per un sistema de navegació totalment autònom dissenyat per evadir la intercepció per míssils antibalístics.

## Míssils equipats amb MARV
Xina
- B-611 (actiu)
- DF-15B (actiu)
- DF-21D (actiu)

 Índia
- Agni-II (actiu)
- Agni-P (provat)

 Iran
- Emad (actiu)
- Khaybar Shekan (provat)

 Corea del Nord
- KN-18 (provat, estat desconegut),[3][4]

 Corea del Sud
- Hyunmoo-2C (actiu)

 Rússia
- R-27K (cancel·lat)

 Estats Units
- Pershing II (retirat)